# كريس بينيت (مؤرخ)
كريس بينيت (بالإنجليزية: Chris Bennett)‏ هو مؤرخ جنوب أفريقي، ولد في 8 ديسمبر 1937 في كويكوى في زيمبابوي.